# Секст Помпей (претор)
Секст Помпе́й Фосту́л (лат. Sextus Pompeius Phaustul, ? —118 до н. е.) — політичний та військовий діяч Римської республіки, претор 119 року до н. е. та пропретор 118 року до н. е.

## Життєпис
Був homo novus з Піцена. Належав до Крустумінської триби. Замолоду перебрався до Риму, де отримав підтримку з боку далекого родича — Квінта Помпея, консула 141 року до н. е. У 137 році до н. е. став одним з монетаріїв (разом з Тиберієм Ветурієм). Разом з колегою змінив традицію карбування монет — окрім богині Роми на денарії зобразив сюжет з міфу про Ромула і Рема, вовчицю та пастуха Фаустула.
Помпей підтримував оптиматів проти аграрних реформ народного трибуна Тіберія Семпронія Гракха у 133 році до н. е. Завдяки цього став користуватися підтримкою впливового політика Публія Корнелія Сципіона Еміліана. У 119 році до н. е. його обрали претором. У 118 році до н. е. як пропретор отримав провінцію Македонію. Тут йому довелося воювати проти нащадків кельтів — племені скордисків галльського походження. Того ж року при місті Стобі Секст Помпей Фостул зазнав поразки й загинув.

## Родина
Дружина — Луциллія
Діти:
- Секст Помпей
- Гней Помпей Страбон, консул 89 року до н. е.
- Помпея, дружина Марка Атія Бальба Старшого